# Kalesija (selo)
Kalesija (selo) je naseljeno mjesto u sastavu općine Kalesija, Federacija Bosne i Hercegovine, BiH.

## Stanovništvo
| Kalesija (selo)    |                |
| godina popisa      | 1991.          |
| Muslimani          | 1.976 (99,54%) |
| Hrvati             | 2 (0,10%)      |
| Srbi               | 0              |
| Jugoslaveni        | 1 (0,05%)      |
| ostali i nepoznato | 6 (0,30%)      |
| ukupno             | 1.985          |

Kalesija (selo), kao samostalno naseljeno mjesto, postoji od popisa 1991. godine. Do tada se nalazila u sastavu naseljenog mjesta Kalesija.